# 오즈월드 베블런 기하학상
오즈월드 베블런 기하학상(영어: Oswald Veblen Prize in Geometry)은 기하학이나 위상수학 분야에서 크게 공헌한 수학자에게 3년마다 수여되는 상이다. 1961년 오즈월드 베블런을 기려 제정되었고, 미국 수학회가 수여한다. 상금은 5000 미국 달러이다.

## 수상자 목록
| 년도 | 수상자 이름                   |
| 1964 | 흐리스토스 파파키리아코풀로스 |
| 1964 | 라울 보트                     |
| 1966 | 스티븐 스메일                 |
| 1966 | 모튼 브라운                   |
| 1966 | 배리 메이저                   |
| 1971 | 로빈 커비                     |
| 1971 | 데니스 설리번                 |
| 1976 | 윌리엄 서스턴                 |
| 1976 | 제임스 해리스 사이먼스        |
| 1981 | 미하일 레오니도비치 그로모프  |
| 1981 | 야우싱퉁                      |
| 1986 | 마이클 프리드먼               |
| 1991 | 앤드루 카슨                   |
| 1991 | 클리포드 타우브스             |
| 1996 | 리처드 S. 해밀턴              |
| 1996 | 티엔강                        |
| 2001 | 제프 치거                     |
| 2001 | 야코프 엘리아쉬버그           |
| 2001 | 마이클 J. 홉킨스              |
| 2004 | 데이비드 가바이               |
| 2007 | 피터 크론하이머               |
| 2007 | 토마스 므로우카               |
| 2007 | 피터 오즈바스                 |
| 2007 | 자보 졸탄                     |
| 2010 | 토비아스 콜딩                 |
| 2010 | 윌리엄 미니코지 2세           |
| 2010 | 폴 사이델                     |
| 2013 | 이안 아골                     |
| 2013 | 다니엘 와이스                 |
| 2016 | 페르난도 코다 마르케스        |
| 2016 | 앙드레 네베스                 |
| 2019 | 천시우시옹                    |
| 2019 | 사이먼 도널드슨               |
| 2019 | 순송                          |
| 2022 | 마이클 A. 힐                  |
| 2022 | 마이클 J. 홉킨스              |
| 2022 | 더글라스 라바넬               |

## 같이 보기
- 기하학
- 미국 수학회
- 오즈월드 베블런